# 16021 Caseyvaughn
A 16021 Caseyvaughn (ideiglenes jelöléssel 1999 CG81) a Naprendszer kisbolygóövében található aszteroida. A LINEAR projekt keretében fedezték fel 1999. február 12-én.